# Alex Pettyfer
Alexander Richard Pettyfer (Stevenage, Hertfordshire, 1990. április 10. –) angol színész és modell.
A 001 – Az első bevetés (2006) című filmmel robbant be a köztudatba. Egyéb filmjei közé tartozik a Vadócka (2008), a Tormented (2009), A negyedik (2001) és a Lopott idő.

## Gyermekkora és családja
Apja, Richard Pettyfer színész, anyja, Lee Ireland (Lee Robinson) modell. Egy féltestvére van, James Ireland, egy junior teniszező, anyja második házasságából Michael Irelanddel.

## Pályafutása
Alex karrierje hétéves korában kezdődött, miután találkozott Ralph Laurennel egy New York-i játékboltban. Modellkedett például a GAP-nek is és néhány joghurt reklámban is szerepelt.
2005-ben befejezte a modellkedést, színésztudásával debütált a Tom Brown's Schooldays című brit tévésorozatban. Ő játszotta a főszereplőt, Tom Brownt. 2005 júniusában választották ki 500 jelentkező közül az MI6 kém, Alex Rider szerepére (001 – Az első bevetés). Alex nem fogadta el az Eragon főszerepét, mivel azt külföldön (Magyarországon és Szlovákiában) forgatták – s ő fél a repüléstől –, így Az első bevetést választotta. Később a Vadóckában bukkant fel, amit Kaliforniában és Yorkshire-ben forgattak. Ebben egy iskolás fiút, Freddie Kingsleyt játszik. 2007-ben visszatért a modellkedéshez, és a Burberry-nek dolgozott. 2009 elején jelent meg következő filmje, a Tormented, amiben a Skins-ből ismert April Pearsonnal játszik. 
2011 februárjában jelent meg A Negyedik,  melyben egy folyamatosan személyazonosságot váltó, másik bolygóról érkezett hőst játszik, aki szerelembe esik. 2011-ben még a Csúf szerelemben szerepelt, Mary-Kate Olsen, Vanessa Hudgens és Neil Patrick Harris oldalán. Felajánlották neki Jace Wayland szerepét Cassandra Clare legnépszerűbb könyvének, a Csontvárosnak a filmadaptációjában. Mivel elutasította, a szerepet Jamie Campbell Brower kapta. 2011-ben szerepelt még a Lopott idő című filmben, 2012-ben pedig a Magic Mike-ban láthattuk. 
2014-ben a Végtelen szerelem című romantikus filmben kapott főszerepet Gabriella Wilde párjaként.

## Filmográfia

### Film
| Év   | Magyar cím                         | Eredeti cím                           | Szerep                               | Magyar hang        |
| ---- | ---------------------------------- | ------------------------------------- | ------------------------------------ | ------------------ |
| 2006 | 001 – Az első bevetés              | Stormbreaker                          | Alex Rider                           | Molnár Levente     |
| 2008 | Vadócka                            | Wild Child                            | Freddie Kingsley                     | Markovics Tamás    |
| 2009 |                                    | Tormented                             | Bradley White                        |                    |
| 2011 | A negyedik                         | I Am Number Four                      | John Smith / Negyedik / Daniel Jones | Szabó Kimmel Tamás |
| 2011 | Csúf szerelem                      | Beastly                               | Kyle Kingson                         | Horváth Illés      |
| 2011 | Lopott idő                         | In Time                               | Fortis                               | Orosz Ákos         |
| 2012 | Magic Mike                         | Magic Mike                            | Adam / kölyök                        | Fehér Tibor        |
| 2013 | A komornyik                        | The Butler                            | Thomas Westfall                      | Markovics Tamás    |
| 2014 | Végtelen szerelem                  | Endless Love                          | David Elliot                         | Fehér Tibor        |
| 2016 | Elvis és Nixon                     | Elvis & Nixon                         | Jerry Schilling                      | Miller Zoltán      |
| 2017 | Rejtélyes utazók                   | The Strange Ones                      | Nick                                 |                    |
| 2018 |                                    | Back Roads                            | Harley Altmyer                       |                    |
| 2018 |                                    | The Last Witness                      | Stephen Underwood                    |                    |
| 2020 |                                    | Echo Boomers                          | Ellis Beck                           |                    |
| 2021 |                                    | Collection                            | Brandon                              |                    |
| 2021 |                                    | Warning                               | Liam                                 |                    |
| 2022 | Pokoli gépezet                     | The Infernal Machine                  | Dwight Tufford                       |                    |
| 2023 |                                    | Black Noise                           | Jordan                               |                    |
| 2024 | Új nap kel fel                     | Sunrise                               | Fallon                               | Fehér Tibor        |
| 2024 |                                    | 5lbs of Pressure                      | Jeff                                 |                    |
| 2024 | A piszkos hadviselés minisztériuma | The Ministry of Ungentlemanly Warfare | Geoffrey Appleyard                   | Dévai Balázs       |
| 2024 | A kiküldetés                       | Chief of Station                      | John Branca                          | Fehér Tibor        |

### Televízió
| Év   | Magyar cím           | Eredeti cím            | Szerep        | Megjegyzések                                            |
| ---- | -------------------- | ---------------------- | ------------- | ------------------------------------------------------- |
| 2005 |                      | Tom Brown's Schooldays | Tom Brown     | tévéfilm                                                |
| 2018 | Városi legendák      | Urban Myths            | Tony Curtis   | 1 epizód                                                |
| 2019 | Tíz ember a szigeten | The I-Land             | Brody         | - főszereplő (2 epizód) - magyar hangja: - Zámbori Soma |
| 2020 | Family Guy           | Family Guy             | Troy (hangja) | 1 epizód                                                |

## Fordítás
Ez a szócikk részben vagy egészben  az   Alex Pettyfer című angol Wikipédia-szócikk fordításán alapul.  Az eredeti cikk szerkesztőit annak laptörténete sorolja fel. Ez a jelzés csupán a megfogalmazás eredetét és a szerzői jogokat jelzi, nem szolgál a cikkben szereplő információk forrásmegjelöléseként.